# Yavuz Can
Yavuz Can (né le 23 février 1987 à Kütahya) est un athlète turc, spécialiste du 400 m.

## Carrière
Le 25 juillet 2015, il bat le record de Turquie du 400 m en 45 s 97 à Erzurum. Son précédent record personnel était de 46 s 36 obtenu à Reid en 2012.
Il porte son record national à 45 s 51 à Amsterdam (Olympisch Stadion) le 7 juillet 2016.

## Palmarès
| Date | Compétition                       | Lieu         | Résultat | Épreuve   | Temps         |
| ---- | --------------------------------- | ------------ | -------- | --------- | ------------- |
| 2012 | Championnats des Balkans en salle | Istanbul     | 1er      | 400 m     | 47 s 22       |
| 2012 | Championnats des Balkans en salle | Istanbul     | 1er      | 4 x 400 m | 3 min 14 s 39 |
| 2013 | Jeux méditerranéens               | Mersin       | 6e       | 400 m     | 46 s 70       |
| 2013 | Jeux méditerranéens               | Mersin       | 2e       | 4 x 400 m | 3 min 5 s 28  |
| 2013 | Universiade                       | Kazan        | 3e       | 4 × 400 m | 3 min 6 s 36  |
| 2013 | Championnats des Balkans          | Stara Zagora | 1er      | 400 m     | -46 s 66      |
| 2014 | Championnats des Balkans          | Pitești      | 1er      | 400 m     | 46 s 50       |
| 2014 | Championnats des Balkans          | Pitești      | 1er      | 4 x 400 m | 3 min 7 s 41  |
| 2015 | Championnats des Balkans en salle | Istanbul     | 1er      | 400 m     | 47 s 04       |
| 2015 | Championnats des Balkans en salle | Istanbul     | 1er      | 4 x 400 m | 3 min 14 s 86 |
| 2015 | Championnats des Balkans          | Pitesti      | 3e       | 400 m     | 46 s 85       |
| 2015 | Championnats des Balkans          | Pitesti      | 1er      | 4 x 400 m | 3 min 6 s 55  |
| 2016 | Championnats des Balkans          | Pitesti      | 1er      | 4 x 400 m | 3 min 4 s 21  |
| 2017 | Jeux de la solidarité islamique   | Bakou        | 1er      | 4 x 400 m | 3 min 6 s 83  |
| 2018 | Championnats des Balkans en salle | Istanbul     | 2e       | 400 m     | 47 s 59       |
| 2018 | Jeux méditerranéens               | Tarragone    | 5e       | 400 m     | 46 s 37       |
| 2018 | Jeux méditerranéens               | Tarragone    | 4e       | 4 x 400 m | 3 min 5 s 28  |
| 2018 | Championnats des Balkans          | Stara Zagora | 2e       | 400 m     | 46 s 37       |
| 2018 | Championnats des Balkans          | Stara Zagora | 1er      | 4 x 400 m | 3 min 7 s 17  |
| 2019 | Championnats des Balkans en salle | Istanbul     | 1er      | 400 m     | 46 s 75       |
| 2019 | Championnats des Balkans          | Pravetz      | 1er      | 4 x 400 m | 3 min 5 s 85  |
| 2019 | Jeux mondiaux militaires          | Wuhan        | 7e       | 400 m     | 47 s 88       |

## Records
| Épreuve | Épreuve   | Temps        | Lieu      | Date            |
| ------- | --------- | ------------ | --------- | --------------- |
| 400 m   | Plein air | 45 s 51 (NR) | Amsterdam | 7 juillet 2016  |
| 400 m   | En salle  | 46 s 20 (NR) | Istanbul  | 25 février 2016 |